# Distrikt Langa
Der Distrikt Langa liegt in der Provinz Huarochirí in der Region Lima im zentralen Westen von Peru. Der Distrikt wurde am 16. November 1912 gegründet. Er besitzt eine Fläche von 76,7 km². Beim Zensus 2017 wurden 949 Einwohner gezählt. Im Jahr 1993 lag die Einwohnerzahl bei 1378, im Jahr 2007 bei 1056. Sitz der Distriktverwaltung ist die 2856 m hoch gelegene Ortschaft Langa mit 508 Einwohnern (Stand 2017). Langa befindet sich 31,5 km südsüdwestlich der Provinzhauptstadt Matucana.

## Geographische Lage
Der Distrikt Langa befindet sich in der peruanischen Westkordillere südzentral in der Provinz Huarochirí. Der Río Canchahuara, ein linker Nebenfluss des Río Lurín, durchquert den Südosten des Distrikts und verläuft anschließend entlang der südwestlichen Distriktgrenze nach Nordwesten.
Der Distrikt Langa grenzt im Süden an den Distrikt Mariatana, im Südwesten an den Distrikt Santo Domingo de los Olleros, im Westen an den Distrikt Cuenca, im Norden an den Distrikt Lahuaytambo sowie im Osten an den Distrikt Huarochirí.

## Ortschaften
Im Distrikt gibt es neben dem Hauptort folgende größere Ortschaften:
- San Lorenzo de Escomarca